# NGC 6394
NGC 6394 este o galaxie spirală situată în constelația Dragonul. A fost descoperită în 1885 de către Lewis A. Swift. Se află la o distanță de 125 de megaparseci de Pământ.